# Alexander Ferner
Alexander Ferner (Oslo, 15 de março de 1965) é um cidadão norueguês. Ele ocupa o 93º lugar na linha de sucessão ao trono britânico, por ser descendente da princesa Maud de Gales através de sua mãe, a princesa Astrid da Noruega. O seu pai é Johan Martin Ferner.
O Alexander Ferner tem dois irmãos maiores: a Cathrine Ferner Johansen (nascida em 1962) e a Benedikte Ferner (nascida em 1963). Ele também tem outros dois irmãos menores: a Elisabeth Ferner (nascida em 1969) e o Carl-Christian Ferner (nascido em 1972). 

## Família
Pelo lado da sua mãe, ele é um neto direto do rei Olavo V da Noruega e a princesa Marta da Suécia; o que o torna um bisneto do rei Haakon VII da Noruega e da princesa Maud de Gales. Como um bisneto de Maud, o torna um trineto do rei Eduardo VII do Reino Unido e sua esposa, a princesa Alexandra da Dinamarca.
O seu tio é o atual rei Haroldo V da Noruega e a princesa Ragenhilda da Noruega; sendo assim, ele é um primo em primeiro grau do príncipe Haakon, Príncipe Herdeiro da Noruega e a princesa Marta Luísa da Noruega; e ainda, a outra herdeira presuntiva do trono norueguês (a princesa Ingrid Alexandra da Noruega) é a sua prima em segundo grau.

## Casamento e paternidade
Ele tem dois filhos com sua esposa Margrét Gudmundsdóttir: o Edward Ferner e a Stella Ferner. Stella o segue na linha de sucessão, porque Edward nasceu antes do casamento dos seus pais.